# کوروجااوا (بولوادین)
کوروجااوا (به ترکی استانبولی: Kurucaova) یک منطقهٔ مسکونی در ترکیه است که در بولوادین واقع شده‌است.